# Portable Network Graphics
PNG (siglas en inglés de Portable Network Graphics, Gráficos de Red Portátiles) es un formato gráfico basado en un algoritmo de compresión sin pérdida para bitmaps no sujeto a patentes. Este formato fue desarrollado en buena parte para solventar las deficiencias del formato GIF y permite almacenar imágenes con una mayor profundidad de contraste y otros datos importantes.
Las imágenes PNG usan la extensión .png y han obtenido un tipo MIME (image/png) aprobado el 14 de octubre de 1996.

## Detalles técnicos
Un archivo PNG empieza con una firma de 8 bytes, cuyos valores en hexadecimal son: 89 50 4E 47 0D 0A 1A 0A, los valores decimales son: 137 80 78 71 13 10 26 10; cada valor está ahí por una razón específica.
| Byte(s)  | Propósito |
| -------- | --- |
| 89       | Tiene el bit más alto puesto a 1 para detectar sistemas de transmisión que no soportan datos de 8 bits y para reducir el riesgo de que un fichero de texto sea erróneamente interpretado como PNG. |
| 50 4E 47 | En ASCII, las letras "PNG" permitiendo que una persona identifique el formato en caso de verlo en un editor de texto.                                                                              |
| 0D 0A    | Una nueva línea con estilo DOS (CRLF) para detectar las conversiones de final de línea entre DOS y UNIX.                                                                                           |
| 1A       | Un byte que detiene el despliegue del fichero bajo DOS cuando se ha usado el comando TYPE. |
| 0A       | Una nueva línea en UNIX (LF) para detectar la conversión de final de línea entre DOS y UNIX. |

## Segmentos del archivo
Después de la cabecera se encuentran una serie de segmentos de los cuales cada uno guarda cierta información acerca de la imagen. Los segmentos se auto declaran como puntos críticos (critical) o auxiliares (ancillary) de modo que un programa que encuentre un segmento auxiliar y no lo entienda puede ignorarlo sin peligro. La estructura basada en segmentos está diseñada para poder ampliar el formato PNG manteniendo la compatibilidad con versiones antiguas.
Cada una de las secciones tiene una cabecera que específica su tamaño y tipo, inmediatamente seguido de los datos y el checksum de los datos. Las secciones tienen un nombre de 4 letras que es sensible a las mayúsculas. El uso de mayúsculas o minúsculas en dicho nombre provee a los decodificadores de información acerca de las secciones que no son reconocidas.
Si la primera letra es mayúscula esto indica que la sección es esencial, en caso contrario será auxiliar. Las secciones esenciales son necesarias para leer el fichero, si el decodificador encuentra una sección esencial que no reconoce debe abortar la lectura.
En caso de que la segunda letra sea mayúscula esto significará que la sección es pública en la especificación o el registro de secciones para propósitos especiales, en caso contrario será privada (no estandarizada). Este uso de mayúsculas y minúsculas asegura que nunca haya conflictos entre secciones públicas y privadas.
La tercera letra debe estar en mayúsculas para cumplir las especificaciones de PNG y está reservada para futuras expansiones.
La cuarta letra indica si es seguro copiar la sección en caso de que no sea reconocida, en caso de estar en minúsculas es seguro copiar la sección sin importar la cantidad de modificación que haya sufrido el fichero, si es mayúscula solo se deberán copiar si no hay secciones críticas que hayan sufrido modificaciones.

## Secciones esenciales
Un decodificador debe ser capaz de entender estas secciones para leer y renderizar un PNG:
- IHDR, debe ser la primera sección, contiene la cabecera.
- PLTE, contiene la paleta (lista de colores).
- IDAT, contiene la imagen que debe ser dividida en múltiples secciones IDAT, haciendo esto se incrementa el tamaño de la imagen ligeramente pero hace posible generar imágenes PNG en streaming.
- IEND, marca el final de la imagen.

## Secciones de metadatos
Otros atributos que pueden ser guardados en una imagen PNG son: valores de gamma, color del fondo e información textual. PNG también soporta corrección de color con el uso de sistemas de manejo del color como sRGB.
- bKGD: contiene el color de fondo por defecto, se usa cuando no hay un mejor color disponible para mostrar, como en un visor de imágenes pero no en un navegador web.
- cHRM: balance de blanco.
- gAMA: específica la gamma.
- hIST: guarda el histograma o cantidad total de cada color en la imagen.
- iCCP: perfil ICC de color.
- iTXt: contiene texto (UTF-8) comprimido o no.
- pHYs: contiene el tamaño previsto del píxel y/o el ratio de la imagen.
- sBIT: (bits significativos) indican la exactitud de los colores en la imagen.
- sPLT: sugiere una paleta para usar en caso de que el rango completo de colores no esté disponible.
- sRGB: indica que se usa el estándar sRBG color space.
- tEXt: almacena texto que puede ser representado en ISO 8859-1 con un nombre=valor para cada sección.
- tIME: almacena la fecha de la última modificación.
- tRNS: contiene información sobre la transparencia. Para imágenes indexadas almacena el canal alfa para una o más paletas, para imágenes en color real y escala de grises almacena la información de un solo píxel que debe ser considerado completamente transparente.
- zTXt: contiene texto comprimido con los mismos límites que tEXt.

La primera letra en minúsculas de estas secciones indica que no son necesarias en la especificación de PNG, la última letra en minúsculas indica que es seguro copiarlas incluso si la aplicación en cuestión no las entiende.
Otros atributos que pueden ser almacenados en un PNG incluyen valores de corrección gamma, color de fondo y metadatos. PNG además también utiliza la corrección de color que utilizan los sistemas de administración de color como el sRGB. Algunos programas como Adobe Photoshop disponen de este sistema.

## Profundidad de color
Las imágenes en formato PNG pueden ser imágenes de paleta indexada o estar formadas por uno o varios canales. Si existe más de un canal, todos los canales tienen el mismo número de bits por píxel (también llamado profundidad de bits por canal). Aunque en la especificación oficial del PNG se nombra la profundidad de bits por canal, normalmente los programas de edición nombran solo la cantidad total de bits por píxel, es decir, la profundidad de color. 
El número de canales depende de si la imagen es en escala de grises o en color y si dispone de canal alfa (también llamado canal de transparencia). La combinaciones permitidas por PNG son:
- Escala de grises (1 canal).
- Escala de grises y canal alfa (2 canales).
- Canales rojo, verde y azul (RGB, 3 canales, también llamado color verdadero o Truecolor).
- Canales rojo, verde, azul y alfa (RGB + alfa, 4 canales).

Por otra parte, las imágenes indexadas disponen de un tope de 256 colores como máximo. Esta paleta de colores está almacenada con una profundidad de canal de 8 bits. La paleta no puede tener más colores que los marcados por la profundidad de bits, es decir 28=256 colores, aunque sí puede tener menos (por ejemplo, una imagen de 50 colores solo almacenará 50 entradas, evitando almacenar datos que no son utilizados).
| Profundidad de bits por canal               | 1 | 2 | 4 | 8  | 16 |
| Imagen indexada (1 canal)                   | 1 | 2 | 4 | 8  |    |
| Escala de grises (1 canal)                  | 1 | 2 | 4 | 8  | 16 |
| Escala de grises con alfa (2 canales)       |   |   |   | 16 | 32 |
| Color verdadero (RGB) (3 canales)           |   |   |   | 24 | 48 |
| Color verdadero con alfa (RGBA) (4 canales) |   |   |   | 32 | 64 |

La tabla expuesta a la derecha indican la profundidad de color para cada formato de imagen que soporta PNG. Esta se extrae de la profundidad de bits por canal y se multiplica por el número de canales. Las casillas en rojo representan combinaciones no soportadas. El estándar requiere que los decodificadores puedan leer todos los formatos disponibles, pero muchos editores de imagen solo pueden generar un pequeño subconjunto de ellos.

## Transparencia en la imagen
PNG ofrece una gran variedad de opciones de transparencia: con color verdadero o escala de grises, incluso un solo píxel puede ser declarado transparente o puede añadirse un canal alfa. Para imágenes que usan paletas se puede añadir un canal alfa en las entradas de la paleta. El número de dichos valores almacenados puede ser menor que el total de entradas en la paleta, de modo que el resto de las entradas se considerarán completamente opacas. La búsqueda de píxeles con transparencia binaria debe hacerse antes de cualquier reducción de color para evitar que algunos píxeles se conviertan en transparentes accidentalmente.
A diferencia de la transparencia ofrecida por GIF que solo puede tomar 2 valores (completamente transparente o completamente opaco), el canal alfa de PNG permite utilizar mayor profundidad de bits para lograr efectos de semi-transparencia, propios de objetos translúcidos. Por ejemplo, con una profundidad de 8 bits para transparencias se pueden conseguir 28 = 256 grados diferentes de transparencia, como si se tratara de un color.

## Compresión
El método de compresión utilizado por el PNG es conocido como deflación (en inglés "Deflate algorithm"). También existen métodos de filtrado. En la especificación 1.2 se define un único tipo de filtro, que incluye 5 modos de predicción del valor del píxel, que resulta muy útil para mejorar la compresión, donde se elige para cada línea de la imagen (scanline) un método de filtrado que predice el color de cada píxel basándose en los colores de los píxeles previos y resta al color del píxel actual, el color pronosticado. Los cinco métodos son: None, Sub, Up, Average y Paeth. 
Estos filtros pueden reducir notablemente el tamaño final del archivo, aunque depende en gran medida de la imagen de entrada. El algoritmo de compresión puede encargarse de la adecuada elección del método que mayor reducción ofrezca.
El tipo de media MIME para PNG es "image/png" (aprobado el 14 de octubre de 1996).

## Animación
APNG es una extensión de PNG que soporta animación. Este formato soporta el visionado de una sola imagen en caso de que el decodificador no entienda el archivo. Es aceptado por múltiples navegadores y tiene extensión .png.
Por otro lado, MNG es un formato de imagen que soporta animación y está basado en las ideas y en algunas secciones de PNG, pero es un sistema complejo y no permite el visionado de una sola imagen en caso de no existir soporte completo en el visualizador de imágenes pertinente.

## Comparación técnica con otros formatos

### Comparación con GIF
- En la mayoría de los casos, PNG comprime mejor que el formato GIF, aunque algunas implementaciones (véase Photoshop) realizan una mala selección de los métodos de filtrado y se generan ficheros de mayor tamaño.

- El PNG admite, al igual que el GIF, imágenes indexadas con transparencia de 1 bit o "binaria". Este tipo de transparencia no requiere de un canal adicional y únicamente admite que un color de la paleta aparezca transparente al 100%.

- El PNG admite formatos con una profundidad de color de millones de colores (color verdadero) y canal alfa, lo que proporciona unos rangos de color mucho más ricos y precisos que el GIF y disponer de valores de transparencia intermedios. Lamentablemente, esto permite que se compare de forma errónea los PNG de color verdadero con los GIF de color indexado (256 colores).

- GIF soporta animación y PNG no. (ver  sección de animación).

### Comparación con JPEG

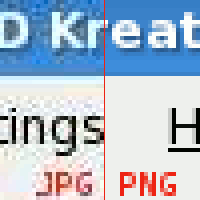
Imagen compuesta comparando JPEG y PNG: nótese los artificios en la imagen JPEG versus el fondo en color sólido para la misma imagen en PNG.

PNG y JPEG son formatos que están diseñados para funciones diferentes, por lo que únicamente se puede realizar una comparación generalista:
- JPEG tiene una relación de compresión enorme en perjuicio de la calidad de la imagen, ideal para imágenes de gran tamaño y fotografías. No admite transparencia.

- PNG es un formato sin pérdida de calidad con una excelente compresión, ideal para imágenes formadas por grandes áreas de color plano o con pocas variaciones de color. Admite canal alfa y algunos atributos extra como la corrección gamma. Sin embargo, no admite modo CMYK, por lo que no es del todo útil para diseños de impresión.

## PNG en la web
- Pese a que las características técnicas y de compresión hacen de PNG un formato ideal para sustituir a GIF, su adopción ha sido muy lenta, debido en parte a comparaciones erróneas y algunas desventajas técnicas:
- No está soportado por algunos navegadores muy viejos (tales navegadores, sin embargo, entraron en desuso en la primera década del siglo XXI).
- la administración de color fallaba en algunos navegadores (fácilmente evitable por la razón anterior).

## Problemas de color
Algunas versiones de algunos navegadores web presentan los valores de corrección gamma incluso cuando no están especificados en el PNG. Navegadores conocidos con problemas de visualización de PNG:
- Internet Explorer 5.5 y 6.
- Netscape 7.0 a 7.2.
- Opera (versiones anteriores a la 7.50).

El efecto final es que el color mostrado en el PNG no coincide con el esquema de color del resto de la página web. Una forma sencilla de evitar esto es volviendo a codificar el PNG truncando ciertos atributos. Algunas utilidades para tal fin:
- PNGOUT es una utilidad gratuita de DOS que utiliza un algoritmo exclusivo para recomprimir un PNG y reducir el tamaño del fichero al mínimo, sin pérdidas.
- Superpng, es un plugin gratuito para Photoshop que permite la optimización de ficheros PNG.
- OptiPNG es una utilidad gratuita que recomprime un PNG, reduciendo su tamaño sin pérdidas.